# Msidis Reich

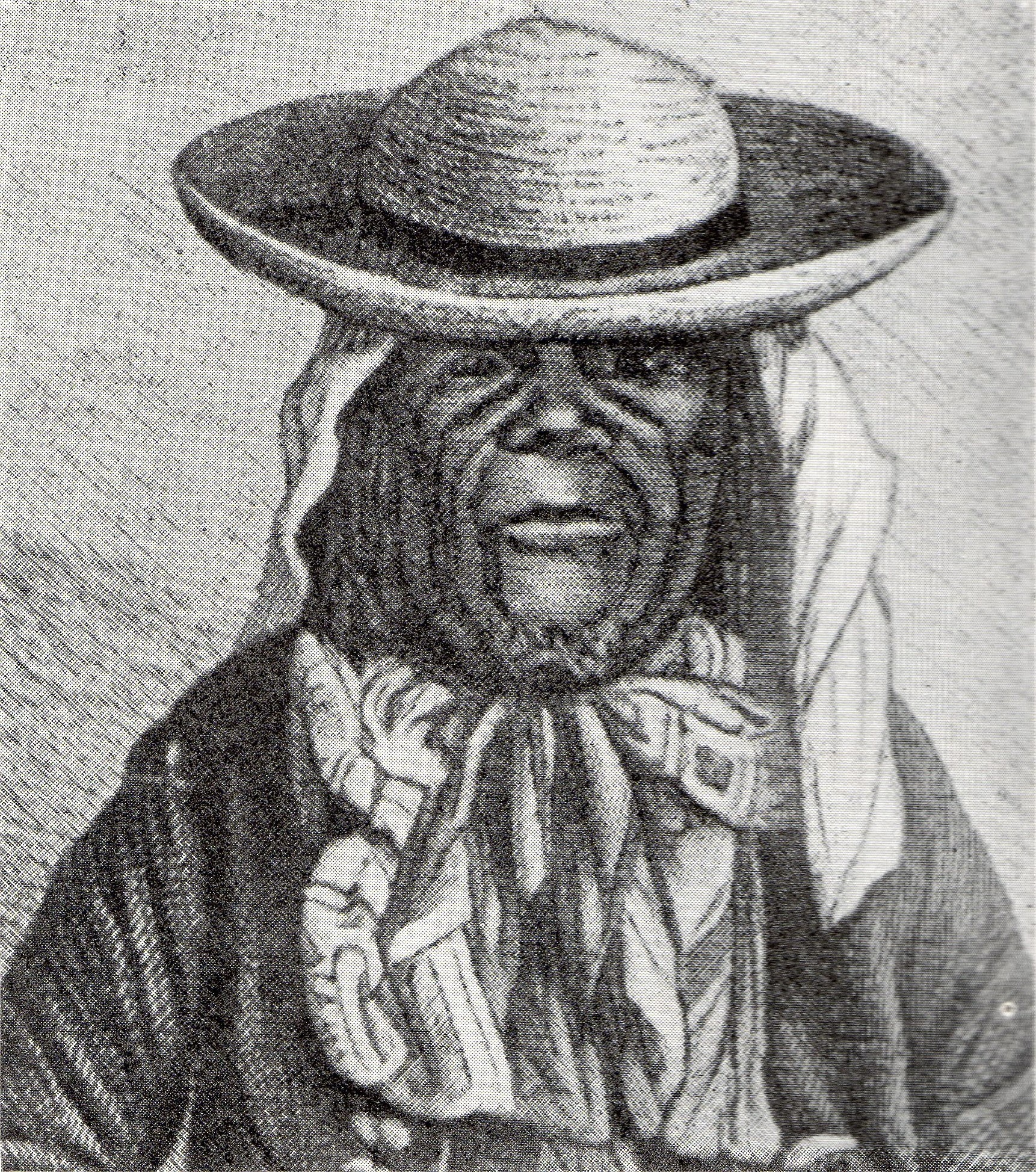
Haupt Msiri.

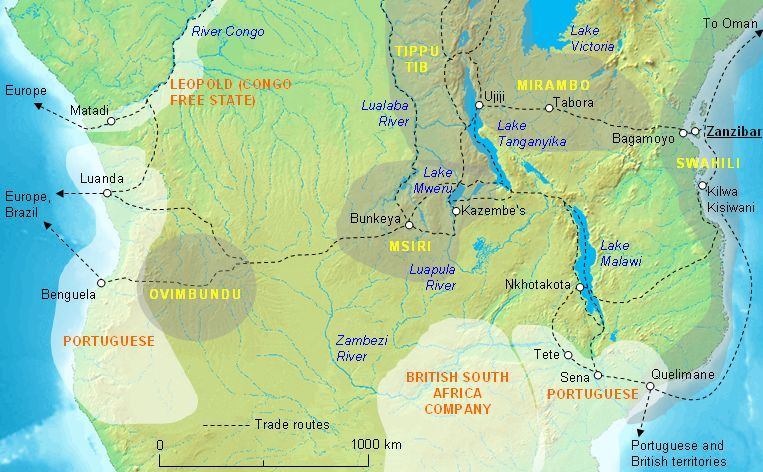
Lage von Msidis Reich um 1880

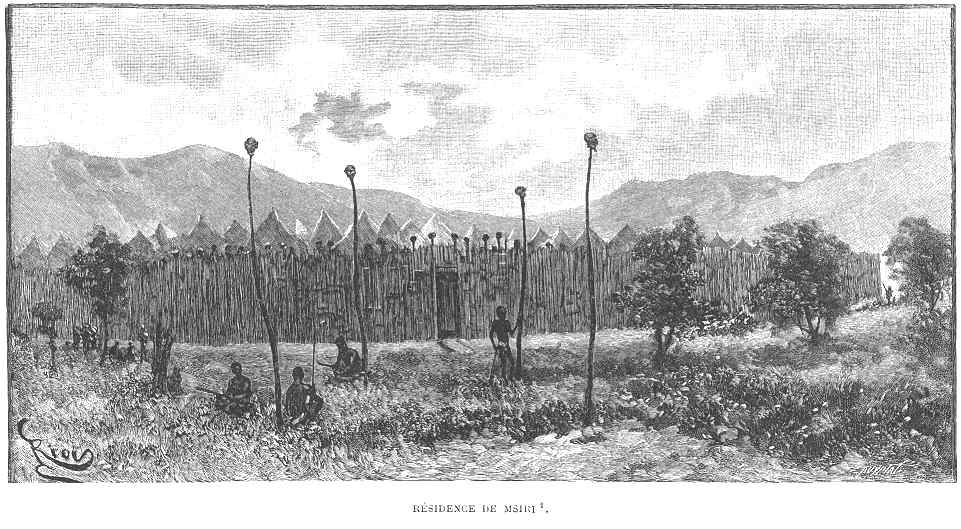
Msiris Gehöft in einer zeitgenössischen europäischen Darstellung. Auf den Stöcken sind die Köpfe getöteter Feinde zu sehen.

Msidis Reich (Msiris Reich, Garenganze, von den Arabern Katanga genannt) war ein Reich im Inneren Afrikas.

## Geografie
Das Reich lag zwischen dem oberen Lualaba und dem Luapula, also dem 8. und 12.° südlicher Breite. Der vorherrschende Landschaftscharakter ist die Buschsavanne, wo Sorghum, Maniok, Erdnüsse, Süßkartoffeln und Reis angebaut wurden. Es fand sich bereits seinerzeit viel Kupfer und Eisen. Der Hauptort war Mukurru (Bunkeja oder Unkäa). Nicht weit östlich gründeten die Belgier die Station Lufui (Lofoi).

## Geschichte
Es wurde von dem aus Unjamwesi eingewanderten Häuptling Ngelengwa Mwenda etwa 1870 gegründet und ursprünglich despotisch beherrscht. Dieser nahm 1880 den Titel Msidi (auch M'Siri, Mziri, Msiri oder Misiri geschrieben) an, was Besitzer des Landes bedeutet. Er tauschte Rohstoffe, vor allem Kupfer, gegen europäische Feuerwaffen.
Paul Reichard war der erste Europäer, der 1883 bis 1884 mit dem dort verstorbenen Richard Böhm das Reich bereiste. Ihm folgten Frederick Stanley Arnot (1885), Le Marinel (1890) und Alfred Sharpe (1890–91). An weiteren Expeditionen nahmen Alexandre Delcommune (vom Oktober 1891 bis Juli 1892), William Grant Stairs (Ende 1891), Bia, Cornet und Francqui (1892) teil. Letzterer verfolgte den Lauf des Lualaba vom Ursprung bis zur Mündung in den Kisalesee. 
Stairs Expedition war bewaffnet und wurde von 400 Söldnern begleitet. Ihr Auftrag war es, im Namen von König Leopold von Belgien Katanga (Gebiet der heutigen Provinz Katanga) in Besitz zu nehmen. Nachdem zunächst versucht wurde, einen Vertrag mit Msiri auszuhandeln, wurde Msiri am 20. Dezember 1891 unter nicht eindeutigen Umständen im Rahmen der Verhandlungen von Teilnehmern der Expedition getötet. Nach dem Attentat zerfiel sein Reich rasch.
1902 wurde eine Compagnie du chemin de fer du Katanga mit einem Kapital von 1 Million Francs gegründet.